# Mistrzostwa Europy w Piłce Nożnej Kobiet 2025 (eliminacje)/Grupa C2
W Grupie C2 eliminacji Mistrzostw Europy w Piłce Nożnej Kobiet 2025 brały udział następujące zespoły:
- Słowenia
- Łotwa
- Macedonia Północna
- Mołdawia

## Tabela
| Lp. | Drużyna            | M | Mecze | Mecze | Mecze | Bramki | Bramki | Bramki | Pkt |
| Lp. | Drużyna            | M | W     | R     | P     | +      | −      | +/−    | Pkt |
| --- | ------------------ | - | ----- | ----- | ----- | ------ | ------ | ------ | --- |
| 1.  | Słowenia           | 6 | 6     | 0     | 0     | 26     | 0      | +26    | 18  |
| 2.  | Łotwa              | 6 | 3     | 0     | 3     | 8      | 16     | −8     | 9   |
| 3.  | Macedonia Północna | 6 | 2     | 1     | 3     | 10     | 17     | −7     | 7   |
| 4.  | Mołdawia           | 6 | 0     | 1     | 5     | 4      | 15     | −11    | 1   |

## Wyniki
| 5 kwietnia 2024 16:30 CEST | Słowenia · Prašnikar 45+2' · Kuštrin 56' | 2:0(1:0)Raport | Mołdawia | Športni park Ljubljana, Lublana Sędzia: Andromachi Tsiofliki |
|                            |                                          |                |          |                                                              |

| 5 kwietnia 2024 16:30 CEST | Łotwa · Miksone 7', 76' · Poļuhoviča 63' | 3:4(1:3)Raport | Macedonia Północna · 17' Rochi · 25' (sam.) Ročāne · 32' Andonowa · 69' (sam.) Gornela | LNK Sporta Parks, Ryga Sędzia: Lovisa Johansson |
|                            |                                          |                |                                                                                        |                                                 |

| 9 kwietnia 2024 15:00 CEST | Macedonia Północna | 0:5(0:2)Raport | Słowenia · 24' Korošec · 29' (sam.) Panchurova · 56' Prašnikar · 84' Kajzba · 88' Kolbl | Petar Miloševski Training Centre, Skopje Sędzia: Zoe Stavrou |
|                            |                    |                |                                                                                         |                                                              |

| 9 kwietnia 2024 17:00 CEST | Mołdawia | 0:1(0:0)Raport | Łotwa · 63' (sam.) Colesnicenco | Stadion Zimbru, Kiszyniów Sędzia: Teresa Oliveira |
|                            |          |                |                                 |                                                   |

| 31 maja 2024 17:00 CEST | Macedonia Północna · Maksuti 52' | 1:1(0:0)Raport | Mołdawia · 55' Țabur | Petar Miloševski Training Centre, Skopje Sędzia: Audrey Gerbel |
|                         |                                  |                |                      |                                                                |

| 31 maja 2024 18:00 CEST | Słowenia · Agrež 32' · Golob 57' · Kolbl 70' · Kajzba 75' · Korošec 77' · Prašnikar 90' | 6:0(1:0)Raport | Łotwa | Stadion Fazanerija, Murska Sobota Sędzia: Ana Maria Terteleac |
|                         |                                                                                         |                |       |                                                               |

| 4 czerwca 2024 17:00 CEST | Łotwa | 0:4(0:2)Raport | Słowenia · 24', 42' Prašnikar · 47' Kolbl · 72' Janež | Stadion Slokas, Jurmała Sędzia: Sofiya Prychyna |
|                           |       |                |                                                       |                                                 |

| 4 czerwca 2024 18:00 CEST | Mołdawia · Țabur 22' · Colnic 59' | 2:4(1:3)Raport | Macedonia Północna · 2' (sam.) Bădiceanu · 26' (k), 75' Andonowa · 43' Andreevska | Stadion Zimbru, Kiszyniów Sędzia: Ioanna Allayiotou |
|                           |                                   |                |                                                                                   |                                                     |

| 12 lipca 2024 19:00 CEST | Macedonia Północna · Andonowa 90+2' | 1:2(0:1)Raport | Łotwa · 45+3' Poļuhoviča · 90+5' Ševcova | Petar Miloševski Training Centre, Skopje Sędzia: Jana Van Laere |
|                          |                                     |                |                                          |                                                                 |

| 12 lipca 2024 19:00 CEST | Mołdawia | 0:5(0:4)Raport | Słowenia · 28' Kolbl · 36' Makovec · 44' Prašnikar · 45+3' Kramžar · 87' Korošec | Stadion Zimbru, Kiszyniów Sędzia: Meliz Özçiğdem |
|                          |          |                |                                                                                  |                                                  |

| 16 lipca 2024 19:00 CEST | Słowenia · Prašnikar 3', 6' · Korošec 35' · Kastelec 71' | 4:0(3:0)Raport | Macedonia Północna | Športni park, Kidričevo Sędzia: Frederikke Lydia Søkjær |
|                          |                                                          |                |                    |                                                         |

| 16 lipca 2024 19:00 CEST | Łotwa · Čemirtāne 24' · Miksone 82' | 2:1(1:1)Raport | Mołdawia · 37' Chiper | Stadion Daugava, Ryga Sędzia: Milica Milovanovic |
|                          |                                     |                |                       |                                                  |

## Strzelczynie

### 8 goli
- Lara Prašnikar

### 4 gole
- Natasza Andonowa
- Špela Kolbl
- Kaja Korošec

### 3 gole
- Karlīna Miksone

### 2 gole
- Anastasija Poļuhoviča
- Carolina Țabur
- Nina Kajzba

### 1 gol
- Anastasija Čemirtāne
- Olga Ševcova
- Lence Andreevska
- Ulza Maksuti
- Gentjana Rochi
- Claudia Chiper
- Iuliana Colnic
- Sara Agrež
- Lana Golob
- Korina Janež
- Mirjam Kastelec
- Zara Kramžar
- Zala Kuštrin
- Sara Makovec

### Gole samobójcze
- Anna Kristīne Gornela (dla  Macedonii Północnej)
- Anastasija Ročāne (dla  Macedonii Północnej)
- Viktorija Panchurova (dla  Słowenii)
- Mădălina Bădiceanu (dla  Rumunii)
- Nadejda Colesnicenco (dla  Łotwy)